# Зуевский район
Зу́евский райо́н — административно-территориальная единица (район) и муниципальное образование (муниципальный район) на востоке Кировской области России.
Административный центр — город Зуевка.

## География
Район расположен в центральной зоне Кировской области и граничит с Кирово-Чепецким, Слободским, Белохолуницким, Фаленским, Богородским и Кумёнским районами. 
Основные реки — Чепца, Коса, Суна, Сома. Протяжённость района с севера на юг — 105 км, с запада на восток — 60 км.

### Климат
В Зуевском районе преобладает умеренно теплый климат, с неравномерной влажностью по всей территории. Зима в районе длится 160 дней. Теплое время года с температурой выше 10 °С занимает 115—120 дней. Средняя температура летом — +20 °С.

## История
Зуевский район образован в 1929 году в составе Вятского округа Нижегородского края. В него вошли территории бывших Сезеневской, части Косинской и Ярославской волостей Слободского уезда и Селезеневской волости Вятского уезда. С 1934 года район в составе Кировского края, с 1936 года — Кировской области. В 1939 году в состав района входили 2 рабочих посёлка: Зуевка и Косино и 36 сельсоветов: Абросенский, Баранцевский, Барменский, Бельницкий, Блиновский, Богатыревский, Больше-Пасынский, Бочуровский, Волчье-Троицкий, Городищенский, Гребенский, Зуевский, Исаковский, Косинский, Кощеевский, Лбовский, Мазневский, Махневский, Мухинский, Овсянниковский, Опалевский, Опаринский, Пасынский, Поджорновский, Рохинский, Рябовский, Сезеневский, Селезеневский, Семушинский, Соболевский, Спасо-Заозерницкий, Сулаевский, Сунской, Чекмаревский, Четвериковский, Шлендовский.
С 1944 года по 1955 год часть территории района передавалась вновь образованному Мухинскому району. С 1959 года по 1965 год в состав района входила территория упразднённого Богородского района. 14 ноября 1959 года к Зуевскому району была присоединена часть территории упразднённого Просницкого района.
С 1 января 2006 года согласно Закону Кировской области от 07.12.2004 № 284-ЗО на территории района образованы 13 муниципальных образований: 2 городских и 11 сельских поселений (Зуевское городское поселение, Косинское городское поселение, Зуевское, Кордяжское, Лемское, Мухинское, Октябрьское, Пасынковское, Сезеневское, Семушинское, Соколовское, Сунское, Чепецкое сельские поселения).
Законом Кировской области от 28 апреля 2012 года № 141-ЗО:
- Косинское городское поселение преобразовано в Косинское сельское поселение;
- Лемское и Мухинское сельские поселения объединены в Мухинское сельское поселение с административным центром в селе Мухино;
- Пасынковское и Соколовское сельские поселения объединены в Соколовское сельское поселение с административным центром в посёлке Соколовке.

## Население
| 1939    | 1959    | 1970    | 1979    | 1989    | 2002    | 2009    | 2010    | 2011    |
| ------- | ------- | ------- | ------- | ------- | ------- | ------- | ------- | ------- |
| 70 779  | ↗80 199 | ↘47 095 | ↘40 457 | ↘34 833 | ↘27 823 | ↘25 837 | ↘22 586 | ↘22 510 |
| 2012    | 2013    | 2014    | 2015    | 2016    | 2017    | 2018    | 2019    | 2020    |
| ↘21 979 | ↘21 534 | ↘21 011 | ↘20 619 | ↘20 326 | ↘19 897 | ↘19 503 | ↘18 990 | ↘18 524 |
| 2021    |         |         |         |         |         |         |         |         |
| ↘17 498 |         |         |         |         |         |         |         |         |

Возрастной состав, занятость населения
В Зуевском районе проживает — 25,9 тыс. человек (2012), из них пенсионеры — 8126 человек, дети в возрасте от 0 до 18 лет — 5168. Трудоспособное население в районе составляет 13,5 тыс. человек (52 %), занятых в экономике — 12,3 тыс. человек. Численность работников предприятий и организаций, расположенных на территории района, составляет 9,3 тыс.

## Муниципально-территориальное устройство

Муниципальное деление Зуевского района

В состав района входят 10 муниципальных образований:
| №         | Городское и сельские поселения | Административный центр | Количество населённых пунктов | Население | Площадь, км2 |
| --------- | ------------------------------ | ---------------------- | ----------------------------- | --------- | ------------ |
| 1         | Зуевское городское поселение   | город Зуевка           | 1                             | ↘9767     | 40,31        |
| 2         | Зуёвское сельское поселение    | деревня Зуи            | 8                             | ↘358      | 86,43        |
| 3         | Кордяжское сельское поселение  | посёлок Кордяга        | 10                            | ↘671      | 172,69       |
| 4         | Косинское сельское поселение   | посёлок Косино         | 3                             | ↗1355     | 113,15       |
| 5         | Мухинское сельское поселение   | село Мухино            | 11                            | ↗1581     | 540,72       |
| 6         | Октябрьское сельское поселение | посёлок Октябрьский    | 5                             | ↘697      | 181,37       |
| 7         | Сезеневское сельское поселение | село Сезенево          | 16                            | ↘335      | 907,49       |
| 8         | Семушинское сельское поселение | посёлок Семушино       | 16                            | ↘804      | 217,58       |
| 9         | Соколовское сельское поселение | посёлок Соколовка      | 11                            | ↘1211     | 253,89       |
| 10        | Сунское сельское поселение     | село Суна              | 2                             | ↘719      | 136,23       |
| 10.000001 | Чепецкое сельское поселение    | посёлок Чепецкий       | 4                             | ↘227      | 588,60       |

Законом Кировской области от 28 февраля 2019 года № 240−ЗО, вступившим в силу 13 марта 2019 года, Сезеневское и Чепецкое сельские поселения объединены в Сезеневское сельское поселение с административным центром в селе Сезенево.
Количество административно-территориальных единиц и населённых пунктов
- города — 1
- посёлки городского типа — 1
- посёлки — 12
- села — 9
- деревни — 72
- иные населённые пункты — 4
- сельские округа — 11

## Населённые пункты
| №  | Населённый пункт | Тип                     | Население | Муниципальное образование      |
| -- | ---------------- | ----------------------- | --------- | ------------------------------ |
| 1  | Абросенки        | деревня                 | 10        | Сезеневское сельское поселение |
| 2  | Ардаши           | деревня                 | 36        | Семушинское сельское поселение |
| 3  | Ардаши           | железнодорожная станция | 174       | Семушинское сельское поселение |
| 4  | Барменки         | деревня                 | 14        | Мухинское сельское поселение   |
| 5  | Барменки         | деревня                 | 0         | Семушинское сельское поселение |
| 6  | Бельник          | деревня                 | 41        | Семушинское сельское поселение |
| 7  | Береговой        | остановочная платформа  | 0         | Семушинское сельское поселение |
| 8  | Березник         | деревня                 | 64        | Октябрьское сельское поселение |
| 9  | Березовка        | посёлок                 | 26        | Октябрьское сельское поселение |
| 10 | Блиновская       | деревня                 | 0         | Соколовское сельское поселение |
| 11 | Большие Пасынки  | деревня                 | ↘206      | Соколовское сельское поселение |
| 12 | Бурдята          | деревня                 | 10        | Соколовское сельское поселение |
| 13 | Бяки             | деревня                 | 9         | Зуёвское сельское поселение    |
| 14 | Вавиленки        | деревня                 | 20        | Зуёвское сельское поселение    |
| 15 | Вознесенцы       | деревня                 | 20        | Зуёвское сельское поселение    |
| 16 | Волчье           | село                    | ↘78       | Семушинское сельское поселение |
| 17 | Вотинцы          | деревня                 | 21        | Зуёвское сельское поселение    |
| 18 | Высоково         | деревня                 | 9         | Мухинское сельское поселение   |
| 19 | Городище         | деревня                 | ↘95       | Октябрьское сельское поселение |
| 20 | Дереганцы        | деревня                 | 0         | Сезеневское сельское поселение |
| 21 | Дулята           | деревня                 | 9         | Кордяжское сельское поселение  |
| 22 | Зуевка           | город                   | ↘9767     | Зуевское городское поселение   |
| 23 | Зуи              | деревня                 | ↘466      | Зуёвское сельское поселение    |
| 24 | Катаевцы         | деревня                 | 0         | Кордяжское сельское поселение  |
| 25 | Клины            | деревня                 | 1         | Сезеневское сельское поселение |
| 26 | Кокоренцы        | деревня                 | 2         | Косинское сельское поселение   |
| 27 | Кончана          | деревня                 | 15        | Соколовское сельское поселение |
| 28 | Кордяга          | посёлок                 | ↘876      | Кордяжское сельское поселение  |
| 29 | Коса             | село                    | ↘340      | Соколовское сельское поселение |
| 30 | Косинка          | деревня                 | 28        | Семушинское сельское поселение |
| 31 | Косино           | посёлок                 | ↘1795     | Косинское сельское поселение   |
| 32 | Крупинцы         | деревня                 | 2         | Соколовское сельское поселение |
| 33 | Кузнецы          | деревня                 | 10        | Соколовское сельское поселение |
| 34 | Левинцы          | деревня                 | 0         | Кордяжское сельское поселение  |
| 35 | Лема             | село                    | ↘321      | Мухинское сельское поселение   |
| 36 | Лубнята          | деревня                 | 6         | Сезеневское сельское поселение |
| 37 | Луза             | деревня                 | 4         | Сезеневское сельское поселение |
| 38 | Ляминцы          | деревня                 | 13        | Кордяжское сельское поселение  |
| 39 | Махни            | деревня                 | 0         | Сезеневское сельское поселение |
| 40 | Мелехи           | деревня                 | 8         | Соколовское сельское поселение |
| 41 | Микрюки          | деревня                 | 1         | Зуёвское сельское поселение    |
| 42 | Монастырь        | деревня                 | 7         | Мухинское сельское поселение   |
| 43 | Мотоус           | посёлок                 | 119       | Сезеневское сельское поселение |
| 44 | Моченки          | деревня                 | 1         | Чепецкое сельское поселение    |
| 45 | Мусихи           | деревня                 | 163       | Сунское сельское поселение     |
| 46 | Мухино           | село                    | ↘1492     | Мухинское сельское поселение   |
| 47 | Ожеговцы         | деревня                 | 15        | Семушинское сельское поселение |
| 48 | Октябрьский      | посёлок                 | ↘1795     | Октябрьское сельское поселение |
| 49 | Опаренки         | деревня                 | 44        | Мухинское сельское поселение   |
| 50 | Питим            | деревня                 | 9         | Мухинское сельское поселение   |
| 51 | Поджорново       | деревня                 | 8         | Сезеневское сельское поселение |
| 52 | Поля             | деревня                 | 4         | Октябрьское сельское поселение |
| 53 | Посохи           | деревня                 | 2         | Сезеневское сельское поселение |
| 54 | Рехино           | посёлок                 | 36        | Семушинское сельское поселение |
| 55 | Рехино           | железнодорожная станция | 27        | Семушинское сельское поселение |
| 56 | Рябово           | село                    | ↘191      | Мухинское сельское поселение   |
| 57 | Ряхи             | деревня                 | 67        | Семушинское сельское поселение |
| 58 | Саломаты         | деревня                 | 5         | Мухинское сельское поселение   |
| 59 | Салтыки          | деревня                 | 5         | Соколовское сельское поселение |
| 60 | Сезенево         | село                    | ↘213      | Сезеневское сельское поселение |
| 61 | Семенки          | деревня                 | 10        | Семушинское сельское поселение |
| 62 | Семушино         | посёлок                 | ↘616      | Семушинское сельское поселение |
| 63 | Слудка           | деревня                 | 12        | Мухинское сельское поселение   |
| 64 | Собаконки        | деревня                 | 8         | Семушинское сельское поселение |
| 65 | Соколовка        | посёлок                 | ↘981      | Соколовское сельское поселение |
| 66 | Спасо-Заозерье   | село                    | ↘2        | Чепецкое сельское поселение    |
| 67 | Старки           | деревня                 | ↘194      | Соколовское сельское поселение |
| 68 | Субботы          | деревня                 | 4         | Зуёвское сельское поселение    |
| 69 | Суна             | село                    | ↘745      | Сунское сельское поселение     |
| 70 | Сухинцы          | деревня                 | 7         | Мухинское сельское поселение   |
| 71 | Талица           | посёлок                 | 0         | Чепецкое сельское поселение    |
| 72 | Торфопредприятие | посёлок                 | 52        | Косинское сельское поселение   |
| 73 | Удалые           | деревня                 | 1         | Зуёвское сельское поселение    |
| 74 | Хмелевка         | село                    | ↘171      | Кордяжское сельское поселение  |
| 75 | Целоусы          | деревня                 | 10        | Сезеневское сельское поселение |
| 76 | Чепецкий         | посёлок                 | ↘459      | Чепецкое сельское поселение    |
| 77 | Четверики        | деревня                 | 0         | Кордяжское сельское поселение  |
| 78 | Яговкинцы        | деревня                 | 2         | Сезеневское сельское поселение |
| 79 | 1040 км          | железнодорожная казарма | 6         | Семушинское сельское поселение |
| 80 | 1041 км          | железнодорожная казарма | 3         | Семушинское сельское поселение |
| 81 | 1045 км          | железнодорожная казарма | 2         | Кордяжское сельское поселение  |
| 82 | 1046 км          | остановочная платформа  | 1         | Кордяжское сельское поселение  |
| 83 | 1050 км          | железнодорожная казарма | 9         | Кордяжское сельское поселение  |

## Председатели райисполкома
С 1929 по 1991 годы в райисполкоме председательствовали:
| Ф. И. О.                                         | Время замещения должности                 |
| ------------------------------------------------ | ----------------------------------------- |
| Плоскер Леонид Иустинович                        | июнь 1929 – май 1930                      |
| Небогатиков Николай Афонасьевич                  | май 1930 – октябрь 1930                   |
| Устюжанинов Архип Зотович                        | ноябрь 1931 – декабрь 1932                |
| Колповский Михаил Андреевич                      | январь 1933 – август 1934                 |
| Сапожников Николай Георгиевич                    | сентябрь 1934 – октябрь 1936              |
| Морозов Александр Васильевич — партийный деятель | октябрь 1936 – октябрь 1938               |
| Микрюков Константин Григорьевич                  | ноябрь 1938 – май 1942                    |
| Сокерин Алексей Георгиевич                       | май 1942 – февраль 1944                   |
| Калев Дмитрий Фомич                              | март 1944 – февраль 1953                  |
| Уртминцев Михаил Михайлович                      | март – декабрь 1953                       |
| Новоселов Анатолий Григорьевич                   | январь 1954 – март 1960                   |
| Шулепов Александр Яковлевич                      | март 1960 – май 1961                      |
| Рылов Владимир Федорович                         | май 1961 – декабрь 1962                   |
| Шестаков Василий Владимирович                    | декабрь 1962, январь 1965 – сентябрь 1969 |
| Ефимов Вениамин Александрович                    | октябрь 1969 – июль 1976                  |
| Орлов Юрий Петрович — партийный деятель          | июль 1976 – январь 1990                   |
| Корепанов Василий Васильевич                     | август 1990 – декабрь 1991                |

## Экономика

### Сельское хозяйство
Сельское хозяйство является одной из важнейших составляющих района. Продукция растениеводства составляет 34 % от общего объёма и животноводства 66 %. Хозяйства района занимаются выращиванием зерновых, зернобобовых и кормовых культур: озимая рожь, озимая вика, яровая пшеница, ячмень, овес, горох и т. д. В сельскохозяйственном отношении климат района вполне удовлетворителен для созревания сельскохозяйственных культур, возделываемых в районе, для развития мясного и молочного животноводства, свиноводства, птицеводства. Водоёмы района пригодны для рыборазведения. Есть все условия для занятия рыбоводством. В лесах обитают лось, медведь, кабан, волк, рысь, белка, куница, бобр, норка, глухарь, тетерев, рябчик, в небольшом количестве водоплавающая дичь. В настоящее время основу товарной продукции составляют лось и кабан.

### Промышленность
В промышленном секторе экономики Зуевского района на первом месте стоит деревообрабатывающая и целлюлозно-бумажная отрасль (40,5 %), на втором месте пищевая (12,5 %) и на третьем металлургическая (12 %). Предприятия района производят картон, бумагу, муку, чугунное литьё, деревообрабатывающее оборудование, окучники, картофелекопалки, ремонтируют тракторы и двигатели, машины животноводства, изготавливают столярные изделия, пиломатериал, оказывают услуги по размолу зерна и производству комбикормов. Занимаются производством потребительских товаров — это прежде всего вафли, вафельный лист, солод, мука, хлеб и хлебобулочные изделия, колбасные и изделия из мяса. Предприятия лесопромышленного комплекса реализуют фанерный кряж и елово-пихтовые балансы. Расчетная лесосека составляет 243,3 тыс.м3. Большая расчётная лесосека по главному пользованию, выгодное географическое положение района, наличие железнодорожного сообщения, переправы через р. Чепцу для вывоза древесины, достаточная обеспеченность рабочими кадрами способствуют развитию данной отрасли. Главными лесообразующими породами являются ель, сосна, пихта, берёза, осина.
Крупные промышленные предприятия района:
- ОАО «Косинская бумажная фабрика» (бумага, картон);
- ОАО «Сибирское молоко» (масло, молоко, сметана, кисломолочная продукция);
- ООО «Зуевский механический завод» (мебель, театральные кресла);
- ОАО «Зуевкахлебопродукт» (комбикорма, мука);
- Зуевский райпотреюсоюз (торговля, производство хлеба и хлебо-булочных изделий, колбасных, макаронных, кондитерских, швейных изделий);
- ЗАО «Зуевская птицефабрика» (яйцо, мясо кур).

### Малый бизнес
Традиционными отраслями для малого бизнеса в Зуевском районе являются: деревообработка, пищевая промышленность, строительство, оптовая и розничная торговля, общественное питание и сфера услуг.

## Транспорт
Наличие путей сообщения
- железная дорога,
- автомагистраль областного значения.

## Достопримечательности
| №  | Наименование объекта | Местонахождение объекта       | Категория историко-культурного значения    |
| -- | --- | ----------------------------- | ------------------------------------------ |
| 1. | Дом, в котором провели свои детские годы известные русские художники — братья Васнецовы Виктор Михайлович и Аполлинарий Михайлович; 1850—1865 г.г. | с. Рябово                     | Памятник истории республиканского значения |
| 2. | Стоянка древнего человека «Городище» | д. Городище                   | Памятник археологии местного значения      |
| 3. | Кладбище воинов Красной Армии, умерших от ран в эвакогоспиталях в годы Великой Отечественной войны                                                 | г. Зуевка, городское кладбище | Памятник истории местного значения         |
| 4. | Школа в которой учился Герой Советского Союза Опалев Алексей Константинович (1925—1943)                                                            | г. Зуевка, ул. К. Маркса, 48а | Памятник истории местного значения         |
| 5. | Здание, в котором размещался эвакогоспиталь № 3162                                                                                                 | г. Зуевка, ул. Свердлова, 132 | Памятник истории местного значения         |
| 6. | Памятник бойцам Путиловского полка, погибшим в боях с колчаковцами                                                                                 | ст. Ардаши                    | Памятник истории местного значения         |
| 7. | Братская могила воинов Красной Армии, умерших от ран в эвакогоспиталях в годы Великой Отечественной войны                                          | пос. Косино                   | Памятник истории местного значения         |

## Знаменитые люди района

### Герои Социалистического Труда
- Радова, Евдокия Владимировна  (14.03.1924—1997 ) — Герой Социалистического Труда